# アメリカ合衆国商務省科学技術情報サービス
アメリカ合衆国科学技術情報サービス（アメリカがっしゅうこくかがくぎじゅつじょうほうサービス、英：National Technical Information Service, NTIS）は、アメリカ合衆国商務省技術局の一機関である。この機関は、研究開発の成果についての、あるいは世界中に及ぶ様々な公開、非公開の情報源や、政府によってまたは政府のために製作されたその他の情報についての、合衆国政府における集積所としての役目を果たしている。
NTISは、アメリカ合衆国政府が資金提供している科学的、技術的、工学的そして商業的な関連情報についての、今日利用可能な最大かつ中心的な情報源として同国で利用されている。その公表された使命は、「発明や発見を触発するような情報への接近機会を提供することによって、国家の経済成長」を支援することである。